# تلميذ الفيلسوف
تلميذ الفيلسوف (بالإنجليزية: The Philosopher's Pupil)‏ هي رواية للكاتبة البريطانية آيريس مردوك، نشرت عام 1983، لأول مرة عن دار نشر تشاتو آند ويندوس.